# MPEG-3
MPEG-3은 1080p의 HDTV 신호를 관리하기 위해 MPEG의 동의 하에 설계된 오디오 및 비디오 코딩 표준의 그룹에 대한 명칭이다. 전송 속도의 경우 20~40 메가비트/초이다. MPEG-3는 MPEG-2에 대한 작업을 진행 중에 HDTV 표준의 필요성을 해결하려는 일환으로 시작되었지만 곧 MPEG-2가 높은 데이터 속도로 HDTV를 수용하게 되었다. 그러므로 1992년에 HDTV는 MPEG-2 표준의 별도 프로파일에 포함되었으며 MPEG-3은 MPEG-2로 흡수되었다.